# 疏花梣
疏花梣（学名：Fraxinus depauperata）是木犀科梣属的植物，为中国的特有植物。分布在中国大陆的湖北、湖南、陕西等地，生长于海拔400米至1,100米的地区，多生长于山坡杂木林中，目前尚未由人工引种栽培。